# Lamutova ulica, Novo mesto
Lamutova ulica je ena od ulic v Novem mestu, ki se od leta 1970 imenuje po novomesškem slikarju in grafiku Vladimirju Lamutu. Ulica poteka med Koštialovo ulico in ulico Mestne njive v dveh krakih ter obsega 32 hišnih številk.